# 比克莱
比克莱（法語：Bicqueley，法語發音：[biklɛ]）是法国默尔特-摩泽尔省的一个市镇，属于图勒区。

## 地理
比克莱（48°37'35"N, 5°54'43"E）面积16.82 平方千米，位于法国大東部大區默尔特-摩泽尔省，该省份为法国东北部内陆省份，是洛林的一部分，北邻比利时、卢森堡，北起顺时针与摩泽尔省、下莱茵省、孚日省和默兹省接壤。
与比克莱接壤的市镇（或旧市镇、城区）包括：摩泽尔河畔绍德内、日村、穆特罗、奥谢、皮埃尔拉特雷什、塞克塞欧福日、图勒。

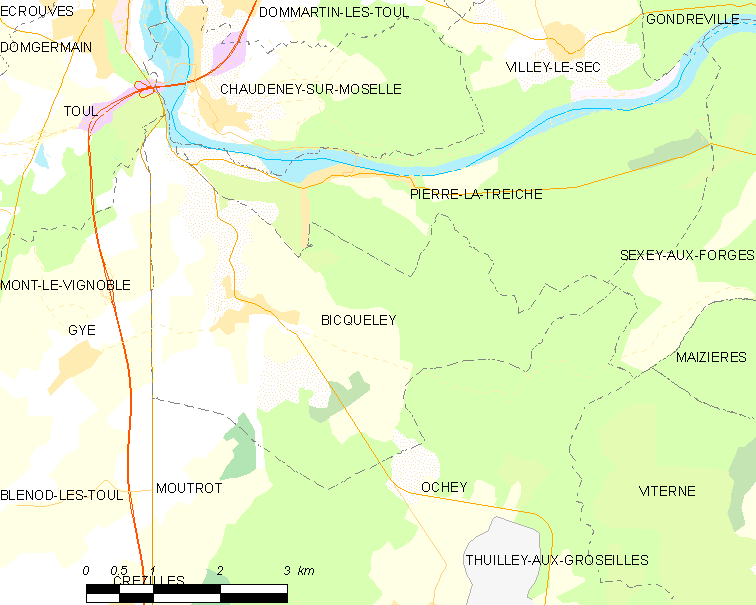
比克莱的OSM定位图

比克莱的时区为UTC+01:00、UTC+02:00（夏令时）。

## 行政
比克莱的邮政编码为54200，INSEE市镇编码为54073。

## 政治
比克莱所属的省级选区为图勒县。

## 人口

1962-2008年间比克莱人口变化图示

比克莱于2022年1月1日时的人口数量为927人。